# 도덕 경제
도덕 경제(道德經濟, 영어: Moral economy)는 경제 활동을 물질적 측면이 아닌 도덕적 측면에서 보는 이론이다. 1971년 영국의 마르크스주의 역사학자이자 정치운동가인 E. P. 톰슨의 에세이 「18세기 영국 민중의 도덕 경제」에서 제시된 개념으로, 이 에세이는 빈민층, 즉 "민중"의 시점에서 특정 시대에 일어난 특정 계급의 계급 투쟁을 다뤘다.

## 역사
톰슨에 따르면, '도덕 경제'라는 용어는 1837년 제임스 브론테르 오브라이언이 자본주의와 19세기 정치경제학자를 비판한 저술에서 처음 사용됐다.브론테르는 "진정한 정치경제는 진정한 가족경제와 유사하여 노예처럼 일하고 부를 축적하는 과정만으로 이루어지지 않는다. 도덕 경제도 정치 경제와 마찬가지로 존재한다. (중략) 이 사기꾼들은 끝없는 생산과 축적을 대가로 인간성을 파괴할 것이다. (중략) 그들은 진실로 도덕 경제를 눈밖에 치워버린다.  생산성을 향상시키고 물건 값을 싸게 만들기 위한 거대 자본과 노동 분업화라는 사회적 추세를 논할 때, 그들은 1인분의 생산량을 채우기 어려운 불우한 사람들의 존재를 논하지 않는다" :336–337라고 적었다.
톰슨은 <영국 노동계급의 형성(1963)>에서 인클로저에 반발하여 일어난 1795년 영국 부녀자 식량 폭동에 대해 논하며 처음으로 이 용어를 사용했다.  :67–73 흉년에 곡물 값을 올리는 양곡상에게 저항하여 빈번히 투쟁한 이 "민중"에는 "양철장이, 탄부, 방직공, 직조공, 막일꾼" 등이 포함됐다. 톰슨의 1971년 에세이에서는 가격이 수요와 공급에 의해 정해짐을 전제하는 고전적 경제 체제와 대비하여 전통적 경제 체제를 중층적으로 서술하였고, 이를 '도덕적인 경제 체제'라고 불렀다. 이 체제에서 톰슨은 민중이 수동적 객체가 아닌 능동적인 주체라고 보았다.
톰슨은 투자자와 기업가가 아닌 민중의 관점을 역사에 도입하고, 민중이 폭력 투쟁을 벌인 이유를 설명하기 위해 "아래로부터의 역사"를 작업하며 사회사학의 성장에 기여했다. 이 과정에서 톰슨은 민중의 투쟁을 전통적 생계수단을 잃어 굶주림에 처한 결과로 보았다.
톰슨은 인클로저로 공유지가 사유화되고, 공급이 부족한 시기에 상품 가격을 올리는 것이 상업적 관행이 되고, 자유무역, 자유시장, 그 외 톰슨이 애덤 스미스의 <국부론>과 동일시한 자유방임주의적 경제 관행이 뿌리내린 원인을 추적했다.
그에 더하여 톰슨은 경제 활동의 밑바탕에는 당대의 사회적 규범과 공동의 책임의식 등 '보편적 가치'가 있어야 한다는 대중의 공감대가 농민들의 저항에 어떤 식으로 드러났는지 탐구했다. 그에 따르면, 산업화는 기존에 백성을 보호하던 법규가 사라지고, 이전 시대에는 불법으로 간주하던 행위가 합법이 되거나 관행이 되고, 농민들이 임금노동자가 되며 착취와 굶주림에 시달리게 되는 과정이었다. 톰슨은 영국에서 일었던 폭동과 저항이 단순히 굶주림 때문이 아니라, 새로운 경제 체제의 불의함에 분노를 표출한 것이라고 주장했다.

## E. P. 톰슨
경험주의자인 톰슨 :19의 역사 저술과 이론은 그의 정치적 활동과도 결부된다. 프랑스 68 운동과 같이 세계 각지에서 권위주의에 저항하는 사회 운동이 일어나던 1960년대, 톰슨이 재직 중이던 대학에서도 학생들의 저항 운동이 이어졌고 톰슨은 학생들 편에 서서 투쟁을 지지했다. 1980년대에는 유럽의 유명한 반핵 운동가 중 한 명으로 활동을 이어갔다.
1971년. 톰슨은 10년 가까이 수집한 근거 자료와 1963년 리처드 코브와 함께한 18세기 및 19세기 프랑스의 저항 운동 연구 프로젝트를 바탕으로 쓴 "18세기 군중의 도덕적 경제"를 패스트앤드프레젠트 저널에 게제했다.
톰슨의 사회사학은 라파엘 새뮤얼과 크리스토퍼 힐 등의 이론과 마찬가지로 "아래로부터의 역사"라는 문구와 결부된다. :113:113 또한 소작농과 노동자 계급을 "권력기구의 관리 대상"으로 보는 기존 사학의 관점에 반발한 조르주 르페브르와 프랑스 아날학파의 계보와 관련된다.
조지 루드는 <역사 속의 민중(1964)>에서 발생한 지역의 지리적 분포와 발생 빈도, 폭력의 수위를 기준으로 식량 시장의 교란과 식량 폭동 사이의 규칙성을 들여다보았다. 톰슨은 루드의 저술에서 특히 18세기 민중의 사고방식, 즉 그가 도덕적 경제 체제로 일컫는 구시대의 경제 체제의 기초가 된 사고방식에 집중했다. 그에 따르면 구시대의 경제 체제에서는 권력이 노동자 위에 군림하는 대가로 '아버지처럼' 노동자를 위험으로부터 지키고 그의 생명을 보호해야 한다는 믿음이 있었다. 톰슨은 이 믿음을 무너뜨린 경제 체제와 구시대의 경제 체제를 대조했다.
톰슨은 18세기 영국의 지방 소작농이 폭동을 일으킨 과정을 조사하여. "물가 상승이나 상인들의 과실, 또는 굶주림"이 폭동의 원인이 됐음을 발견했다. 그러나 톰슨은 전통적인 규범이 불합리하게 폄하되고 새로운 방식─특히 상업과 제분업과 제빵업에서 나타난 새로운 방식─이 부당하다는 의식이 농민들의 폭력 투쟁을 촉발했다고 주장했다. 톰슨은 빈민들의 도덕적 경제 국가에 대한 의식이 "사회적 규범과 책무, 공동체 구성원이 행해야 할 올바른 경제적 기능에 대한 전통적 견해"에 기반한다고 정의했다. 톰슨에 따르면 민중의 폭동은 생필품 가격이 봉건적 전통에서 보장하던 권리에 따라 정해져야 한다는 요구였으며, 대체로 평화적인 행위였다. 이들의 투쟁은 시장 가격보다 전통적인 '공정 가격'이 옳음을 주장하고, 생산 지역에 수요가 있음에도 더 높은 가격을 부르는 다른 지역에 잉여 상품을 유출하여 이윤을 남기는 부농을 처단하는 행위였다. :178–79
톰슨은 민중의 폭동을 "민중의 필요를 무시하고 이익을 취하는 행위를 부도덕하게 여기는, 도덕적 경제 국가가 전제하는 사상에 따라 정당성이 인정되는" 행위였다고 보았다. 이는 또한 무너져가는 툐더 왕조의 빈민 구호 정책을 재건하기 위한 싸움이기도 했다. :67–73
노르베르트 괴츠는 톰슨의 도덕 경제 이론을 고전적 정치 경제 체제와 비교했다. 괴츠에 따르면 자본주의 이전 영국의 관습적인 경제 질서는 에드워드 왕조와 튜더 왕조의 시장 관습에 뿌리를 두고 있으며, 톰슨이 기존 개념을 '마치 새로운 개념처럼 취급'했다고 지적했다. 1991년, 톰슨은 자신의 글에서 도덕 경제라는 용어는 자신이 창조한 용어가 아니며 적어도 18세기 중반에 존재했던 용어임을 밝히고 :336–337 제임스 브론테르 오브라이언의 1837년 글을 언급했다. :336–337
도덕 경제 이론은 역사학 뿐 아니라 정치학, 사회학, 인류학 등 다양한 분야에 폭넓게 적용됐다.
톰슨은 1966년 4월 한 컨퍼런스에서 자신의 연구를 발표하며, 도덕 경제를 "시장주의에 밀려난 민중의 권리에 관한 전통적인 사회적 합의"라고 표현하며, 18세기 경제를 "빵에 의한 결합"으로, 산업혁명 이후의 경제를 "금전에 의한 결합"으로 대조하였다. :189
18세기에 고전적 경제체제가 등장하기 전까지 유럽과 유럽 식민지의 경제는 오랜 세월에 걸쳐 형성된 여러 공식적·비공식적 규칙에 따라 움직였다. 이 시대의 경제 참여자 사이에는 암묵적인 상호 책임의식이 존재했다. :162미국의 법제사학자인 모르턴 호르비츠에 따르면 18세기 중엽부터 상품 시장이 발달하면서 "양곡의 값이 생산지역(local) 안에서 정해지지 않고 그보다 더 넓은 행정지역(regional) 범위에서 결정되기 시작했다. 즉 거래가 가능한 면적이 넓어지고 화폐가 광범위하게 사용되기 시작했다." :164 비슷한 시기에 조직화된 금융 시장이 나타나고 경제 체제가 크게 변화하기 시작했다. :164
한편 호르비츠는 18세기 후반 계약법에 대해 논의한 존 조셉 파월 등의 일군의 법조인을 비판했다. 파월은 1790년 "계약 및 협정에 대한 법률에 관한 소론"을 통해 구시대의 경제 체제가 '법치주의를 좀먹는다'고 비난했는데, 홀위츠는 구시대의 경제 체제야말로 실질적 정의와 평등에 부합하므로 계약의 원칙을 세우기에 더 적합하다고 주장했다.
톰슨은 <국부론>의 한 장인 "옥수수 무역에 대한 사족"이 18세기에 부상한 새로운 경제 체제의 전형이라고 보았다. 이 장에서 애덤 스미스는 옥수수 수출에 대한 과세에 반대하며 "옥수수 무역의 자유를 무제한으로 보장하는 것만이 기근으로 인한 비극을 효과적으로 막을 수 있는 유일한 방법이며, 식량 부족으로 인한 불편에 대처할 수 있는 가장 좋은 방법이다. 식량 부족으로 인한 불편은 근본적인 회복이 어려우며, 다만 일시적인 완화만이 가능하기 때문"이라고 주장했다. 즉, 옥수수가 부족한 상황에서 물어야 할 점은 누가 옥수수를 먹을 수 있는지, 즉 옥수수값을 지불할 수 있는 사람이 누구인지였다. 이 소론은 윌리엄 피트, 윌리엄 그렌빌. 에드먼드 버크와 같은 여러 정치인에게 영향을 주었다.
이에 톰슨은 1770년 벵골 대기근 사태를 수습하기 위해 정부가 시장에 개입하려 하자 이에 반발한 영국 동인도회사의 관료들의 사례를 언급했다. :276 2년간 흉작이 발생한 상황에서 동인도회사가 곡물을 매점하고 양곡상들이 식량을 현지 농민에게 팔지 않고 다른 지방으로 판매하는 등의 행태로 쌀값이 폭등하며 발생한 인재(人災)로, 아마르티아 센은 이 참사에서 약 1천만 명이 굶어죽었다고 추산했다. 반면 영국에서는 구빈법과 자선 정책으로 수많은 사람들이 굶주림으로부터 보호받고 있었다. :287 극빈층의 빈곤 문제를 해소하기 위해 1795년 실시된 스핀햄랜드교구 구제제도가 그 예이다. :276
톰슨은 "전통적인 권리와 관습을 지키기 위한" 폭력 투쟁에 동조하는 사회적 분위기가 당대에 존재했다고 보았다. :78 이에 대해 패트릭 콜린슨은 <청교도주의와 빈민(2001)>에서 16세기 및 17세기 성직자들이 '불법은 아닐지라도 자비가 없는' 경제적 행위에 반대하는 설교를 한 점을 지적했다. :242–58 자신의 사회적 평판을 염려하는 기독교인들이 실량을 높은 값에 팔거나 임대료를 올리는 행태를 비판하는 성직자들에게 어느 정도 영향을 받았을 것이라고 콜린슨은 추정했다.
톰슨의 글을 모은 <공동의 관습(1991)>은 1971년 게제된 도덕 경제에 관한 톰슨의 글과 관련 비평을 함께 수록했다. 마르크 에델만은 <도덕적 인류학의 지침서(2012)>에서 톰슨의 도덕 경제 이론에 대해 '관습으로써의 도덕'과 '원칙으로써의 도덕'─특히 전통적 권리와 이상주의적 열망에 바탕하여 정의한 '공동선'으로써의 도덕─이라는 두 개념을 혼용했다고 지적했다. :55 톰슨은 자신의 새 비평에서 '도덕'이라는 단어가 논란의 원인인 것 같다고 의견을 표했다. 톰슨은 "'도덕'이라는 단어 때문에 학구적인 머리에 감정적으로 끓는 피가 치솟는 모양이다. 반대 측이 분노하는 지점은 애덤 스미스의 원칙보다 식량 폭동을 일으킨 폭도들이 더 '도덕적'일 수 있다는 발상이다"라고 의견을 밝혔다. :271 톰슨은 도덕 경제의 개념이 특정한 지역적·정치적·사회적·시대적 맥락에 있던 18세기 영국 대중이 공유한 식량 거래의 형식·관습·신념 등에 초점을 둔 것이라 설명을 덧붙였다. :338

## 제임스 C. 스콧

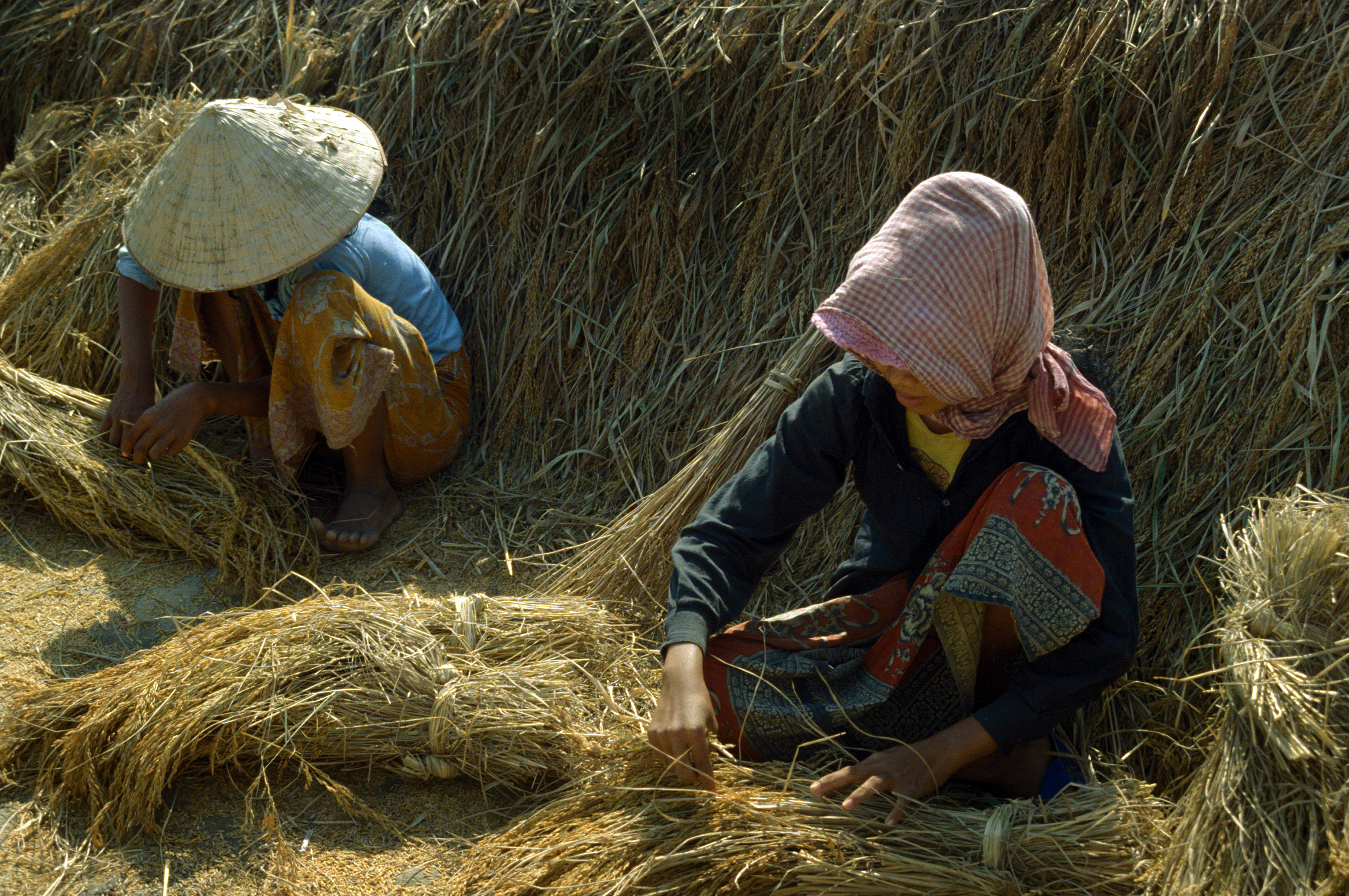
벼농사를 짓는 캄보디아 농민.

정치학자 제임스 C. 스콧은 1970년대와 80년대에 걸쳐 톰슨의 도덕 경제 개념을 수정했다. 스콧은 <소작농의 도덕 경제: 남아시아 농민들의 생계와 저항(1976)>에서 톰슨의 도덕 경제 이론을 활용하여 영국과 프랑스 식민지에 관련한 기록을 토대로 버마와 베트남 농민이 겪은 식민화 과정과 탈식민화 과정, 그 과정에서 1930년대에 발생한 두 차례의 봉기를 집중적으로 다루었다. 스콧은 식민화의 과정에서 일어난 정치경제적 변화로 버마와 베트남 민중이 공유하던 사회적 평등 의식이 해체되자, 그에 반발하여 항쟁을 일으켰다고 보았다. 스콧은 식민지 농민이 공유하던 경제적 정의와 그들이 겪은 착취를 도덕 경제의 해체와 그에 대한 저항으로 설명했다.
스콧은 칼 폴라니의 <거대한 변환(1944)>이 자신의 연구에 많은 영향을 주었다고 언급했다. :6
스콧은 폴라니를 인용하며 농부와 세입자와 노동자가 자신의 권익에 반하는 시장논리에 저항할 때 '도덕 경제' 혹은 '도덕적 시장원칙'을 어떤 식으로 활용했는지 묘사했다. :6 민중이 내세운 이 원칙은 "모든 경제 체제에서 나타나는 역사적 기원과 제도적 구조"에서 비롯된 것이었다. :6
서론에서 스콧은 "안전을 우선하는 생계 윤리"에 대해 설명했다. 스콧에 따르면 이 원칙은 자본주의 이전 시대의 농민 사회가 겪던 물자와 식량 부족 문제에 대한 불안에서 출발했다. :2
스콧은 자신의 견해를 배링턴 무어 주니어의 비교사역사연구나 에릭 R. 울프의 마르크스주의 문화인류학과는 다르다고 구분했다. :2  한편 스콧은 리처드 코브의 <경찰과 민중:1789년부터 1820년에 발생한 프랑스 대중투쟁(1970)>을 인용했다.

## 이후
존 P.  파월슨은 <도덕 경제(1998)>에서 도덕적으로 수긍할 수 있는 경제를 다음과 같이 설명했다.
"도덕적 경제 체제는 현대 기술을 활용해 모든 사람을 빈곤으로부터 지키는 체제다. (중략) 도덕 경제는 고전적 자유주의를 통한 기술 발전의 이점을 취하는 동시에 그 기술이 환경 파괴나 인종 및 성에 대한 차별, 부의 불평등한 분배를 초래하지 않도록 견제한다. (중략) 도덕 경제에서 정부의 역할은 명령이 아닌 조력에 있다" :19
이러한 경제 체제는 정부의 개입과 자유시장주의 사이의 균형, 경제적 요인와 윤리 규범 사이의 균형을 유지한다. 파월슨은 도덕 경제와 경제적 풍요가 호혜적인 관계라고 보았다.

### 도덕 경제 프로젝트
도덕 경제 프로젝트는 2003년에 설립된 "미래를 위한 퀘이커교도 협회(The Quaker Institution for the Future,QIF)"에서 진행 중인 프로젝트로, 케네스 볼딩의 글인 "우주선 지구호의 경제학(1966)>에 드러난 통합적·전체론적·생태학적 세계관에 바탕한다. :xvi 관련 책인 <올바른 관계: 전지구적 경제 체제 건립>에서는 도덕적 경제 체제의 목표와 기능, 규모, 형평성 및 거버넌스에 대해 논한다. 이에 따르면 도덕적 경제 체제는 윤리적이고 환경친화적으로 채취한 자원을 공익을 위해 활용하는 시스템으로, 전지구적 안녕에 도달하려면 전지구적 도덕 경제 체제가 필요하다고 주장한다.

### 기타
도덕 경제에 대한 언급한 저술은 다음과 같다.
- 과학적인 삶: 근대 후기 소명의식의 도덕적 역사 (스티븐 섀핀, 2009)[32][33] :26
- 도덕 경제 입문 (노르베르트 괴츠, 요한나 시메앙 게르마노스, 요아킴 샌드버그, 2015)[34]
- 기근 구제와 도덕 경제로 보는 근대의 인도주의(노르베르트 괴츠 등, 2020)[35]
- 도덕 경제와 규범적 윤리 (요아킴 샌드버그, 2015)[36]
- 도덕적 공동체로 가는 기쁨의 기기: 호모 에코노미스 없는 혁명적 경제학(제프리 호그슨, 2013)[37]
- 도덕 경제와 정치 경제(앤드루 세이어, 2000)[38]
- 능률적인 사회 (조지프 히스.2001)[39]
- 근대 초기 아일랜드의 도덕 경제 (제임스 켈리,2008)

## 영향
톰슨은 칼 마르크스, 발터 벤야민, 페르낭 브로델, 미하일 바흐친, 카를로 긴츠부르그, 이매뉴얼 월러스틴 등과 함께 비판이론에서 중요한 사상가 중 하나로 꼽힌다.
<도덕적 경제학자들(2017)>에서 팀 로건은 공리주의 경제학에 도전한 리처드 H. 토니와 칼 폴라니, E. P. 톰슨을 20세기 자본주의 비판가들 중 가장 영향력있는 인물로 지목했다.

## 같이 보기
- 경제인류학
- 무임승차 문제
- 의도적 공동체
- 공정 가격
- 도덕적 해이
- 도덕적 공황
- 비시장적 경제학
- 역(逆) 인센티브
- 집단행동의 딜레마

## 노트
1. ↑  Black and MacRaild wrote that Thompson's 1966 essay, 'History from below', in the Times Literary Supplement "was the real starting point, not only of the term, but of attempts to define it, to intellectualise about it, and to give it a coherent agenda..." Howard Zinn's 1980 book, A People's History of the United States introduced the concept to a wider audience.
2. ↑  Polanyi did not use the term "moral economy". This was Scott's summary.

## 참고 문헌
- Scott, James C. (1976). 《The Moral Economy of the Peasant: Rebellion and subsistence in Southeast Asia》. Princeton: Princeton University Press. ISBN 0-300-02190-9.
- Stehr, Nico; Henning, Christoph; Weiler, Bernd (2011년 12월 31일). 《The Moralization of the Markets》. Transaction Publishers. ISBN 978-1-4128-1587-1.
- Götz, Norbert (2015년 7월 29일). “'Moral economy': its conceptual history and analytical prospects”. 《Journal of Global Ethics》 11 (2): 147–162. doi:10.1080/17449626.2015.1054556.
- Thompson, E. P. (1971). “The Moral Economy of the English Crowd in the 18th Century”. 《Past & Present》 50: 76–136. doi:10.1093/past/50.1.76.
- Thompson, Edward P. (1991). 《Customs in Common》. New York: New Press. ISBN 9781565840034.